# 辻村美千代
辻村美千代（日语：辻村 みちよ，1888年9月17日—1969年6月1日）是一位日本农学家和生物化學家，生前主要研究綠茶。她是日本第一位获得农业科学博士学位的女性。

## 生平
1955年至1963年，她在东京實踐女子大學担任教授。1956年因对绿茶的研究获日本农业科学奖。1968年获锝四等寶冠章